# Поліформа

20 «вільних» тетраронів — тривимірних поліформ, утворених з'єднанням 4 ромбододекаедрів. Кількість «односторонніх» тетраронів дорівнює 28, через те, що 8 з 20 «вільних» тетраронів не можуть бути суміщені зі своїми дзеркальними копіями паралельним переносом і обертанням

Поліфо́рма — плоска або просторова геометрична фігура, утворена шляхом об'єднання однакових комірок — многокутників або багатогранників. Зазвичай комірка являє собою опуклий многокутник, здатний замостити площину — наприклад, квадрат або правильний трикутник. Деякі види поліформ мають свої назви; наприклад, поліамант — поліформа, яка складається з рівносторонніх трикутників.
Першими поліформами, використаними в цікавій математиці, стали поліміно — зв'язні фігури, складені з клітин нескінченної шахової дошки. Назва «поліміно» була вигадана Соломоном Голомбом в 1953 році і популяризована Мартіном Гарднером.
Поліформа, що складається з n комірок, може позначатися як n-форма. Для вказаного числа комірок в фігурі використовуються стандартні грецькі і латинські префікси моно-, до-, три-, тетра-, пента-, гекса- и т. д.

## Правила з'єднання
Правила з'єднання комірок можуть бути різними и повинні бути вказаними в конкретному випадку. Зазвичай розуміються наступні правила:
- комірки поліформи не повинні перекриватися.
- Дві сусідні многокутні комірки повинні мати спільне ребро або спільну площину (у просторі).
  - Якщо допустити, що сусідні комірки можуть мати лише спільний кут (на площині) або спільне ребро або вершину (у просторі), то поліформа називається псевдополіформою (англ. pseudopolyform, pseudo-n-form)[7].
  - Поліформа, що складається з довільних не зв'язаних між собою комірок на площині або в просторі, називається квазіполіформою (англ. quasipolyform, quasi-n-form)[7].

## Симетрії

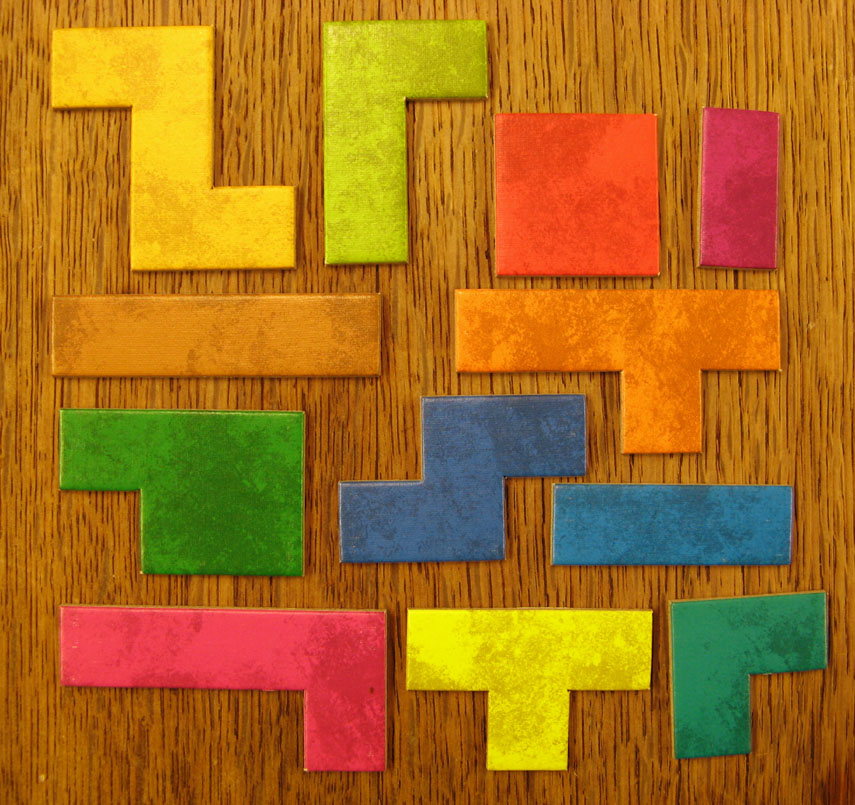
Фігури для гри

В залежності від того, чи дозволені обертання і дзеркальні відображення, розрізняються наступні типи поліформ:
- вільна (англ. free) або двостороння (англ. two-sided) поліформа — фігура, яку дозволено обертати і дзеркально відображати;
- одностороння (англ. one-sided) поліформа — плоска фігура, яку дозволено лише обертати в площині, але не можна перевертати;
- фіксована (англ. fixed) поліформа — фігура, яку не дозволено ні дзеркально відображати, ні обертати.

## Види та застосування поліформ

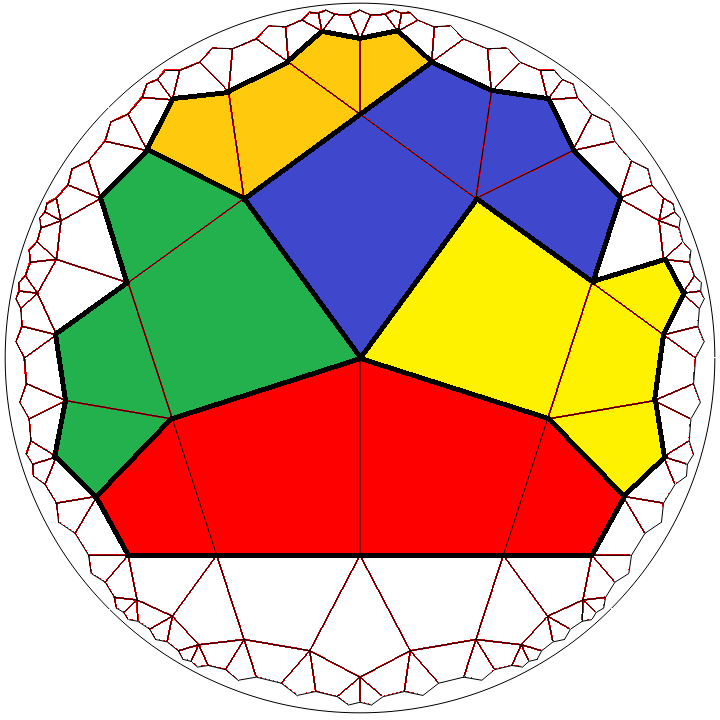
5 тетраміно на квадратному паркеті порядка 5, зображених на диску Пуанкаре. «Евклідове» квадратне тетраміно 2×2 перетворюється в «гіперболічне» п'ятикутне пентаміно з видаленим квадратом; структура чотирьох інших тетраміно залишається незмінною

Поліформи можуть використовуватися в іграх, головоломках, моделях. Однією з основних комбінаторних проблем, пов'язаною з поліформами, є перелік поліформ заданого виду. Іншою задачею є вкладання фігур із заданого набору (часто це всілякі поліформи певного виду, наприклад, 12 пентаміно) в задану область (у випадку пентаміно це можебути прямокутник 6×10).
Серед популярних головоломок і ігор, заснованих на поліформах — пентаміно, кубики сома, тетріс, деякі варіанти судоку.
| Форма комірки (моноформа) | Форма комірки (моноформа)         | Зв'язність фігури                                   | Поліформа                                      |
| ------------------------- | --------------------------------- | --------------------------------------------------- | ---------------------------------------------- |
|                           | квадрат                           | сторона                                             | поліміно (англ. polyomino)[7][10]              |
| сторона, кут              | квадрат                           | псевдополіміно[7][11] поліплет (англ. polyplet)[12] |                                                |
|                           | правильний трикутник              | сторона                                             | поліамант (англ. polyiamond, polyamond)[7][13] |
|                           | правильний шестикутник            | сторона                                             | полігекс[ru] (англ. polyhex)[7][14]            |
|                           | куб                               | грань                                               | полікуб (англ. polycube)[7][15]                |
|                           | трикутник 45-45-90                | сторона                                             | поліаболо[ru] (англ. polyabolo)[16]            |
|                           | трикутник 30-60-90                | сторона                                             | полідрафтер[en] (англ. polydrafter)[17]        |
|                           | квадрат (в тривімірному просторі) | ребро (90°, 180°)                                   | поліміноід[ru] (англ. polyominoid)             |
|                           | ромбододекаедр                    | грань                                               | полірон (англ. polyrhon)[1][2]                 |
|                           | відрізок                          | кінец (90°, 180°)                                   | полістік[en] (англ. polystick)[18]             |

## Поліформи на гіперболічних паркетах
На евклідовій площині існує лише три правильні паркети — квадратний паркет, трикутний паркет і шестикутний паркет. На цих трьох паркетах розміщуються три найбільш «популярні» типа поліформ — поліміно, поліаманти і полігекси відповідно.
На гіперболічній площині існує нескінченна множина правильних паркетів, кожному з котрих відповідає щонайменше один тип поліформ. На паркетах, в кожній вершині котрих сходяться три многокутники, існує один тип поліформ — об'єднання многокутників, з'єднаних сторонами. На паркетах з чотирма та більше многокутниками, що сходяться у вершині, можна розглянути також аналоги псевдополіміно — фігури, що утворюються при з'єднанні вершин многокутників.
Відомості про кількість «гіперболічних» поліформ і складання з них фігур невеликі. Так, на квадратному паркеті порядку 5 існує 1 мономіно, 1 доміно, 2 триміно (вони збігаються з «евклідовими» мономіно, доміно і триміно), 5 тетраміно. На правильному семикутному паркеті порядку 3 існує 10 тетрагептів — фігур, що складаються з чотирьох зв'язаних семикутників, причому 7 з цих 10 тетрагептів можна вкласти на евклідовій площині без перекриття семикутників.